# Rörtjärnen (Mattmars socken, Jämtland)
Rörtjärnen är en sjö i Åre kommun i Jämtland och ingår i Indalsälvens huvudavrinningsområde. Sjön har en area på 0,12 kvadratkilometer och ligger 506,3 meter över havet.

## Delavrinningsområde
Rörtjärnen ingår i det delavrinningsområde (701334-140088) som SMHI kallar för Mynnar i Dammån. Medelhöjden är 485 meter över havet och ytan är 12,46 kvadratkilometer. Det finns inga avrinningsområden uppströms utan avrinningsområdet är högsta punkten. Vattendraget som avvattnar avrinningsområdet har biflödesordning 3, vilket innebär att vattnet flödar genom totalt 3 vattendrag innan det når havet efter 273 kilometer. Avrinningsområdet består mestadels av skog (88 procent). Avrinningsområdet har 0,27 kvadratkilometer vattenytor vilket ger det en sjöprocent på 2,2 procent.